# Filles de Notre Dame de la Piété
Les Filles de Notre Dame de la Piété forment une congrégation religieuse féminine enseignante et hospitalière de droit pontifical.

## Histoire
La congrégation est fondée en 1849 à Ovada par Marie Thérèse Camera (1818-1894) sous le nom de Filles de la Piété pour aider les malades à domicile et éduquer les enfants. Les constitutions de la communauté sont approuvées le 4 mars 1892 ad experimentum par Joseph Marello, évêque d'Acqui.
En 1895, les sœurs déménagent à Asti pour servir à l'hospice Sainte Claire, qui accueille les malades chroniques, les personnes âgées pauvres et les orphelins, et où les oblats de saint Joseph œuvrent déjà. Trois ans plus tard, elles installent leur maison-mère et leur noviciat à Asti. En 1923, Luigi Spandre, évêque d'Asti, érige la communauté en congrégation religieuse de droit diocésain. Les sœurs prennent le nom de Filles de Notre-Dame de la Piété en 1931 et l'institut reçoit le décret de louange en 1973.

## Activité et diffusion
Les sœurs se consacrent à l'enseignement, à l'assistance aux malades et aux personnes âgées.
Elles sont présentes en Italie, au Pérou, et aux Philippines.
La maison-mère se trouve à Asti. 
En 2017, la congrégation comptait 131 sœurs dans 22 maisons.